# Robert Barker
Robert Barker (morto em 1645) foi impressor do rei  James I e filho de Christopher Barker (pintor), impressor da Rainha Elizabeth I. 

## Carreira oficial como impressor

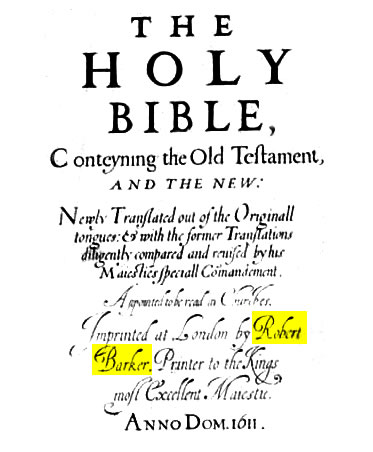

Após trabalhar com impressão solitariamente por algum tempo,  Robert começou a trabalhar na companhia de impressão de seu pai em em 1589, e herdou-a após o morte dele em novembro de 1599. A maioria pas publicações eram de natureza oficial, tais como livros de oração e livros de direito.

## Prisão
Em 1635, Barker foi encarcerado, pois não era um bom homem de negócios e teve vários problemas com a lei. Entre idas e vindas da prisão, finalmente lá faleceu em 1645.